# Geografia Palau

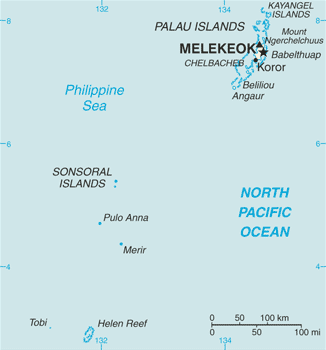
Mapa Paulu

Palau to państwo wyspiarskie na Pacyfiku, obejmujące zachodnią część archipelagu Karoliny, 4 pojedyncze wyspy koralowe: Sonsorol, Merir, Pulo Ana, Tobi oraz atol Helen. Największą wyspą jest Babeldaob o powierzchni 331 km². Występują jeziora krasowe z wodą morską i jaskinie.

## Powierzchnia i punkty skrajne

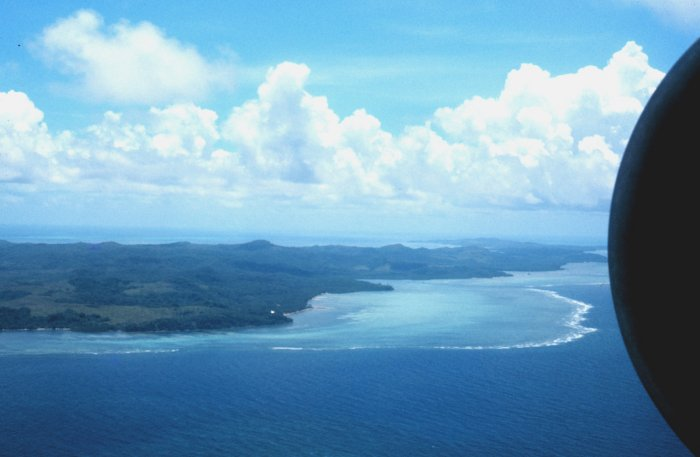
Jedna z wysp widziana z lotu ptaka

Łączna powierzchnia wysp wynosi 458 km², a linia brzegowa 1519 km.

### Granice morskie
- szelf kontynentalny – do 200 m głębokości
- strefa wyłącznego rybołówstwa – 12 nm
- rozszerzona strefa wyłącznego rybołówstwa – 200 nm
- morze terytorialne – 3 nm

### Punkty ekstremalne
Najwyższym punktem jest Mount Ngerchelchuus, który ma wysokość 242 m n.p.m., a najniższym Ocean Spokojny (0 m n.p.m.).
- Najbardziej wysunięty na północ punkt – rafa Ngaruangel
- Najbardziej wysunięty na wschód punkt – wysepka Kayangel
- Najbardziej wysunięty na południe punkt – Round Rock, rafa Helen
- Najbardziej wysunięty na zachód punkt – Wyspa Tobi

## Warunki naturalne
Palau zbudowane są ze skał wulkanicznych jakimi są andezyty i są pochodzenia lądowego. Wyspy otacza bariera koralowa. Wyspy Palau są obszarami nizinnymi, gdzie maksymalna wysokość sięga 242 m n.p.m. Wyspy posiadają krystaliczne i nieprzepuszczalne podłoże, na którym wykształciły się dobrej jakości gleby. Na wyspach znajdują się liczne, niewielkie jeziora i krótkie cieki wodne.

## Klimat
Klimat wysp to klimat równikowy wybitnie wilgotny (odmiana monsunowa). Wpływ na klimat mają okołorównikowe ciepłe prądy morskie. Średnia temperatura miesięczna w ciągu całego roku wynosi ok. 28 °C, a roczne opady 3800 mm. Tajfuny występują od czerwca do grudnia. Charakterystyczna dla tego regionu jest wysoka wilgotność powietrza, która w ciągu całego roku wynosi około 80%.

## Flora i fauna
Bujna szata roślinna; drzewo żelazne, pandan, gaje palmy kokosowej. Palau posiada bogatą faunę, występuje tam ponad 1400 gatunków ryb w tym rekinów, 700 korali, żyją tam także słonowodne krokodyle. Bogaty jest także świat ptaków.

## Zagrożenia dla środowiska
Zagrożeniami dla przyrody na Palau są: nieodpowiednie urządzenia do pozbywania się odpadów stałych, zagrożenia dla ekosystemu morskiego z piasku i pogłębiania korali, nielegalne połowy i przełowienia.